# Королевский амазон
Королевский амазон (лат. Amazona guildingii) — птица семейства попугаевых.

## Внешний вид
Длина попугая 40—42 см. Лоб и передняя часть головы — белые, переходящие в жёлтый. Голова оранжевая. Щёки и ушки — сине-фиолетовые. Грудь и брюшко золотисто-коричневые. Спина золотисто-коричневая с зелёным и оливковым отливом. Кромка крыла оранжевая. Кроющие крыла тёмно-зелёные с оливковым и сине-фиолетовым отливом. Первостепенные маховые тёмные, у основания оранжево-зелёные. Клюв костного цвета. Лапы серые. Радужка оранжевая.

## Распространение
Обитает на острове Сент-Винсент.

## Образ жизни
Населяет влажные тропические сельвы до высоты 700—1000 м над уровнем моря. Питается, главным образом, плодами, орехами, цветками и семенами. Хорошо летает, в полёте несколько напоминает хищных птиц.

## Размножение
Гнездятся с конца марта—апреля до середины августа, занимая в 12—15 м от земли дупла в крупных деревьях, преимущественно в дакриодесе высоком (Dacryodes excelsa). Самка откладывает 1—3 яйца, но в отдельные «кормовые» годы их может быть и 4.

## Угрозы и охрана
Из-за разрушения естественной среды обитания, охоты и незаконного отлова с целью продажи, находится на грани исчезновения. К концу XX века в дикой природе насчитывалось около 500 особей. Находится под программой защиты.